# Putipú
El putipú (en italià, putipù), també anomenat cupa cupa; és un instrument musical membranòfon utilitzat tradicionalment en la música popular de gran part del sud d'Itàlia, en particular de Nàpols i regions circumdants. Es tracta d'un tambor de fricció, format per una caixa de ressonància cilíndrica tancada a la part superior per una membrana tensada, amb una canya de bambú unida al centre. L'instrument s'executa fregant la vareta amb la mà humida, un drap o una esponja, cosa que fa que la membrana vibri.
El putipú existeix en diverses variants, que es diferencien pels materials i les dimensions. Altres noms comuns són caccavella, puti-puti, pignato, cute-cute, cupellone, bufù (a Molise) i cupa-cupa (especialment a Pulla). Alguns d'aquests noms són onomatopeies del so. L'instrument també s'anomena pernacchiatore (literalment, «bufador de gerds») a causa del seu so.

## Parts i variacions
L'instrument està compost per una membrana feta de pell d'animal (generalment de cabra) o lona tosca, canya (generalment, bambú) i una cambra de ressonància (generalment de fusta, estany o terracota). La vareta està lligada al centre de la membrana que l'envolta a la punta.
En les variants anomenades caccavella i pan-bomba, la caixa de ressonància està feta de terrissa (d'una argila de gran qualitat que s'utilitza al sud d'Itàlia per fer gerros, plats i paelles). El putipú, pròpiament dit, utilitza una petita tina o barril de fusta, i el cupellone n'utilitza un de més gran. Les vores de la caixa de ressonància poden estar decorades amb cintes de colors.